# Бурятская литература
Буряты располагают важным письменным наследием. Это в первую очередь бурятские летописи, включающие историю и предания бурят. Буряты — единственный народ Сибири, обладающий собственными историческими письменными памятниками.

## Буддийская литература
Традиционная литература бурят включала ряд полубуддийских, полушаманских произведений, включающих в себе истории знаменитых шаманов и правила почитания шаманских божеств.
Основная масса литературы бурят состояла из переводных произведений буддийской традиции. Это были в первую очередь переводы с тибетского на монгольский буддийских священных книг, трактатов по философии, медицине и т.д. и Данджур — энциклопедия более чем в 200 томов. 
Главными очагами литературной деятельности являлись монастыри-дацаны, при которых состояли ученые-переводчики. Многие из дацанов были оборудованы библиотеками и типографиями, где книги печатались ксилографическим способом.

## Драматургия

### Досоветский период
Первой театральной пьесой на бурятском языке считается пьеса «Үхэл» (Смерть), написанная в 1908 году в Иркутске семинаристом Д. А. Абашеевым. До революции 1917 года появляются пьесы авторов: И. В. Барлукова, Г. В. Базарона, С. П. Балдаева. Всего до октябрьской революции 1917 года буряты имели 5 или 6 рукописных пьес. Некоторые из них ставились нелегально. Основные темы ранних пьес: ноёнат, шаманизм, ламаизм.